# Katechonemertes nightingaleensis
Katechonemertes nightingaleensis је животињска врста класе Enopla која припада реду Hoplonemertea.

## Угроженост
Ова врста се сматра рањивом у погледу угрожености врсте од изумирања.

## Распрострањење
Ареал врсте је ограничен на острво Света Јелена, тачније групу острва Tristan da Cunha.